# Børnemagter
Børnemagter er en dansk dokumentarfilm fra 1997 med instruktion og manuskript af Kim Peter Gyldenkvist.

## Handling
Filmen handler om det autonome børne- og ungdomshus i Københavns centrum og beboernes kamp for selvstændighed og retfærdighed.